# Bida (stolica tytularna)
Bida (łac. Diœcesis Bidensis) – stolica historycznej diecezji w Cesarstwie Rzymskim (prowincja Mauretania Caesariensis), współcześnie w Algierii. Od XVII wieku katolickie biskupstwo tytularne.

## Biskupi tytularni
| Lp. | Biskup                             | Od                   | Do               |
| --- | ---------------------------------- | -------------------- | ---------------- |
| 1   | Guillaume Mahot MEP                | 29 czerwca 1680      | 4 czerwca 1684   |
| 2   | Jean Courvezy MEP                  | 5 kwietnia 1832      | 1 maja 1857      |
| 3   | Franz Bornewasser                  | 23 kwietnia 1921     | 12 marca 1922    |
| 4   | Carlos Labbé Márquez               | 2 sierpnia 1926      | 29 grudnia 1929  |
| 5   | James McFadden                     | 13 maja 1932         | 2 czerwca 1943   |
| 6   | Alexandre Derouineau MEP           | 8 grudnia 1943       | 11 kwietnia 1946 |
| 7   | Aloysius Willinger CSsR            | 12 grudnia 1946      | 3 stycznia 1953  |
| 8   | Ubaldo Cibrián Fernández CP        | 7 marca 1953         | 14 kwietnia 1965 |
| 9   | John Cassata                       | 12 marca 1968        | 22 sierpnia 1969 |
| 10  | Norman McFarland                   | 5 czerwca 1970       | 10 lutego 1976   |
| 11  | Heinrich Machens                   | 24 marca 1976        | 17 lutego 2001   |
| 12  | Sofronio Bancud SSS                | 24 maja 2001         | 6 listopada 2004 |
| 13  | Julio Hernando García Peláez       | 11 lutego 2005       | 5 czerwca 2010   |
| 14  | Eugenio Scarpellini                | 15 lipca 2010        | 25 lipca 2013    |
| 15  | Áureo Patricio Bonilla Bonilla OFM | 29 października 2013 |                  |